# Javain Brown
Javain Brown (Kingston, 1999. március 9. –) jamaicai válogatott labdarúgó, az amerikai Real Salt Lake hátvéde.

## Pályafutása

### Klubcsapatokban
Brown Jamaica fővárosában, Kingstonban született. Az ifjúsági pályafutását a helyi Kingston College akadémiájánál kezdte.
2016-ban mutatkozott be a Harbour View felnőtt keretében. 2021. január 21-én az észak-amerikai első osztályban szereplő Vancouver Whitecaps-hez igazolt. Először a 2021. május 16-ai, Sporting Kansas City ellen 3–0-ra elvesztett mérkőzés 61. percében, Jake Nerwinski cseréjeként lépett pályára. Első gólját 2022. július 31-én, a Nashville ellen idegenben 1–1-es döntetlennel zárult találkozón szerezte meg. 2024. július 31-én a Real Salt Lake szerződtette.

### A válogatottban
2017-ben debütált a jamaicai válogatott. Először a 2017. augusztus 25-ei, Trinidad és Tobago ellen 2–1-re megnyert mérkőzésen lépett pályára.

## Statisztikák
2024. július 7. szerint
| Klub                | Szezon   | Osztály  | Bajnokság | Bajnokság | Kupa  | Kupa | Nemzetközi | Nemzetközi | Összesen | Összesen |
| Klub                | Szezon   | Osztály  | Meccs     | Gól       | Meccs | Gól  | Meccs      | Gól        | Meccs    | Gól      |
| ------------------- | -------- | -------- | --------- | --------- | ----- | ---- | ---------- | ---------- | -------- | -------- |
| Vancouver Whitecaps | 2021     | MLS      | 26        | 0         | 1     | 0    | —          | —          | 27       | 0        |
| Vancouver Whitecaps | 2022     | MLS      | 27        | 1         | 2     | 0    | —          | —          | 29       | 1        |
| Vancouver Whitecaps | 2023     | MLS      | 26        | 1         | 2     | 0    | 4          | 0          | 32       | 1        |
| Vancouver Whitecaps | 2024     | MLS      | 16        | 0         | 1     | 0    | 2          | 0          | 19       | 0        |
| Összesen            | Összesen | Összesen | 95        | 2         | 6     | 0    | 6          | 0          | 104      | 3        |

### A válogatottban
| Válogatott | Év       | Pályára lépés | Gól |
| ---------- | -------- | ------------- | --- |
| Jamaica    | 2017     | 1             | 0   |
| Jamaica    | 2018     | 3             | 0   |
| Jamaica    | 2021     | 4             | 0   |
| Jamaica    | 2022     | 11            | 0   |
| Jamaica    | 2023     | 10            | 0   |
| Összesen   | Összesen | 29            | 0   |

## Sikerei, díjai
Vancouver Whitecaps
- Kanadai Kupa
  - Győztes (2): 2022, 2023